# RK Maribor Branik
El RK Maribor Branik es un equipo de balonmano de la localidad eslovena de Maribor. Actualmente milita en la MIK 1. A. 

## Plantilla 2020-21
|  | Porteros - 22 Mark Ferjan - 61 Gregor Lorger Extremos derechos - 13 Tadej Sok Extremos izquierdos - 25 Filip Rakita Pívots - 18 Adrian Miličević - 23 Anže Blagotinšek - 32 Štefan Žabić | Laterales izquierdos - 17 Filip Jerenec - 30 Izidor Budja Centrales - 9 Aleksa Veselinović - 31 Jure Hedl - 32 Matija Golik Laterales derechos - 7 Nejc Planinšek - 14 Jan Hočevar - 20 Matic Košec |